# Herbita dognini
Herbita dognini là một loài bướm đêm trong họ Geometridae.